# Al-Gharafa Stadium
Le Al Gharafa Stadium (en arabe : ملعب الغرافة) est un stade situé à Doha (Qatar). 
Il peut accueillir 25 000 spectateurs. C'est le stade du club d'Al-Gharafa SC.
Le stade a été créé en 2003 a été le théâtre de certains matchs de la Coupe d'Asie des nations de football 2011.

## Événements
- Coupe d'Asie des nations de football 2011